# 孤奴
孤奴（排灣語：Kuniu），是台灣排灣族大社部落（ Paridrayan，位於今屏東縣三地門鄉，拉瓦爾亞族最古老的部落）傳說中會吃人的巨人，後來被族人所殺；內文社（位於今屏東縣獅子鄉）也有其傳說。

## 傳說

### 大社部落
大社部落的傳說認為孤奴來自於平地，他身形巨大、一來到部落就張口要吃人，然而，大社部落（Paridrayan）的頭目家成員達利利（Talilj/Ta'ili）拿弓箭射殺了他，達利利也因此受到族人的敬愛，此傳說應該是貴族家族為了彰顯自己的特權和貢獻的宣傳。

### 內文社
內文社的版本並沒有提到孤奴的由來，但明確提到孤奴的身高「頭頂及天」，但雖然身材很高，他卻只會吃而什麼都不會作，最後沒有可供他吃的東西後，他憤而扯掉自己的睪丸。